# 莫达沃
莫达沃（法語：Modave，法語發音：[mɔdav]）是比利时瓦隆大区列日省于伊區的一个市镇，通行法语，是比利时法语社群的一部分，人口4,200人（2018年1月1日）。